# Kuća Bučić u Hvaru
Kuća Bučić u gradiću Hvaru, ul. Kroz Burak 41, zaštićeno kulturno dobro.

## Opis dobra
Barokna dvokatnica iz XVII. stoljeća, sagrađena u Burgu. U XIX. stoljeću povišena za kat. Nalazi se na sjeverozapadnom uglu bloka. Kvadratičnog je tlocrta, zaključena četverovodnim krovom. Glavno, zapadno pročelje simetrično je raščlanjeno, a pročelni otvori su ukrašeni profiliranom kamenom plastikom.

## Zaštita
Pod oznakom Z-5149 zavedena je kao nepokretno kulturno dobro - pojedinačno, pravna statusa zaštićena kulturnog dobra, klasificirano kao "stambene građevine".